# 林格托

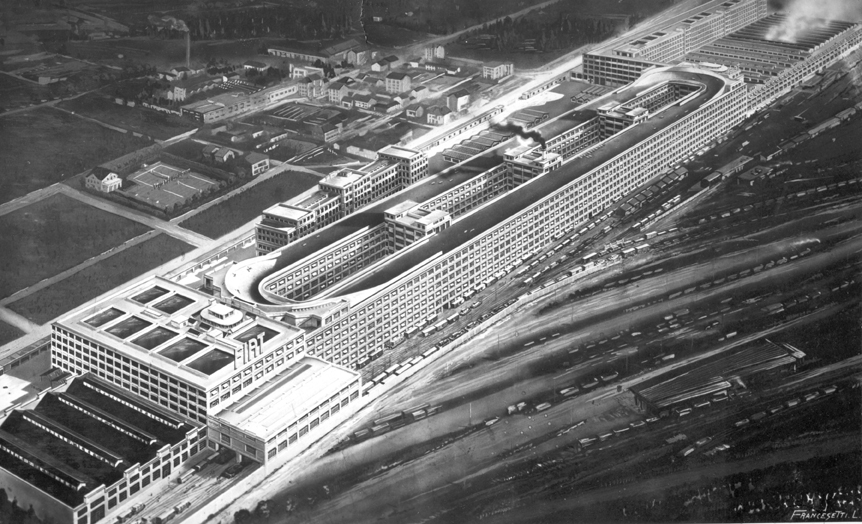
1928年的菲亚特林格托工厂

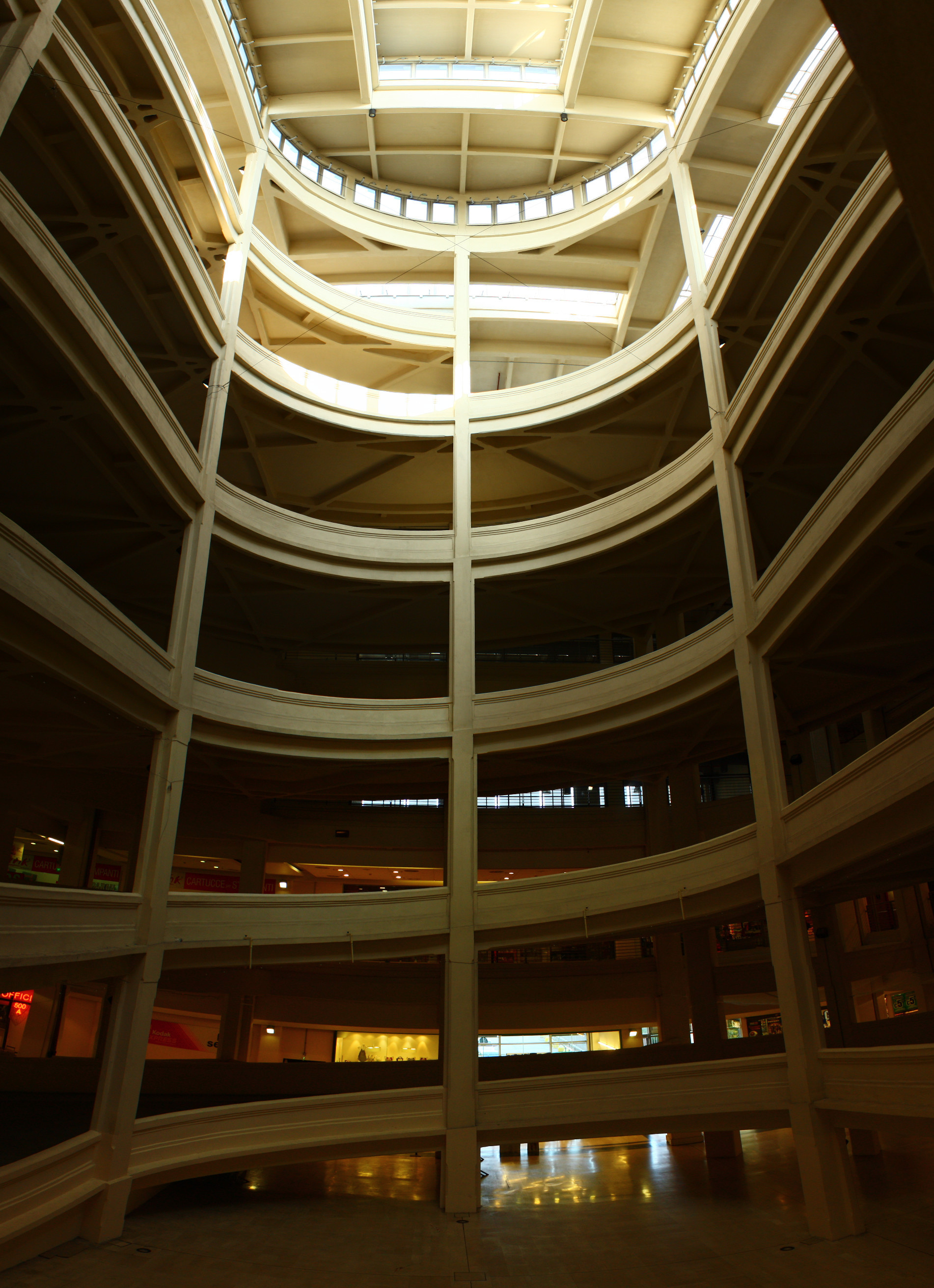
林格托工厂内的螺旋车道

林格托（Lingotto）是位于意大利都灵的一栋建筑，该建筑曾是菲亚特的汽车工厂，落成于1923年的林格托工厂共有五层，是当时欧洲最大的汽车工厂，在顶楼建有环形试车跑道。

## 历史
林格托始建于1916年，于1923年落成，建筑师是马特·特鲁科（Giacomo Mattè-Trucco）。林格托是意大利第一幢钢筋混凝土建筑，法国著名建筑师勒·柯布西耶曾称赞它是“工业史上最令人印象深刻之地”。工厂设计生产流程为原料从一楼进入并被制成车身配件，二楼制造发动机和车身，三楼安装变速箱和方向盘，四楼安装刹车和车辆内饰，五楼完成最终检测，生产完成的车辆会在工厂楼顶的试车跑道上试车。林格托工厂中曾生产的车型多达80种，包括经典的菲亚特500。
1982年，历经60年岁月的林格托工厂终于停产。停产后的林格托经意大利建筑师伦佐·皮亚诺的设计，被改建成一座集商场、酒店、办公空间、服务中心、会议中心、礼堂、音乐厅、美术馆等为一体的综合性城市公共空间，而极具特色的屋顶试车跑道被保留了下来。